# Janez Jerman
za druge osebe glej Janez Jerman (razločitev)
Janez (Ivan) Jerman, slovenski gledališki igralec in pedagog, * 18. junij 1900, Žrnovnica pri Splitu, † 14. maj 1990, Ljubljana.